# Campeonato Sudamericano 1959 (Argentina)
El Campeonato Sudamericano de Selecciones 1959 fue la 26.ª edición del Campeonato Sudamericano de Selecciones, competición que posteriormente sería denominada como Copa América y que es el principal torneo internacional de fútbol por selecciones nacionales en América del Sur. Se desarrolló en Buenos Aires, Argentina, entre el 7 de marzo y el 4 de abril de 1959.
Argentina fue designada como sede del torneo en medio de la desorganización existente en la Conmebol, que se vio obligado a celebrar dos torneos en el mismo año, siendo el segundo disputado en Ecuador.
El Brasil de Pelé, Zagallo, Didí, Vavá, Nilton Santos, y otras tantas estrellas que venía de ser Campeón del Mundo en Suecia 1958 jugó el Campeonato Sudamericano de 1959 en el Estadio Monumental con todos sus titulares. Sin embargo, el título quedó en manos de Argentina, que volvió a ganar una nueva Copa América ante su gente, consiguiendo el empate 1 a 1 ante los brasileños en el último partido, lo que le permitió alzarse con su duodécimo título continental. Por otra parte, Pelé fue goleador y nombrado mejor jugador del torneo.

## Organización

### Sistema de disputa
Se disputó mediante sistema de todos contra todos a una rueda. 2 puntos por victoria, 1 punto por empate, y 0 puntos por derrota.

### Sede
El estadio Monumental del Club Atlético River Plate de Buenos Aires fue seleccionado como sede principal para todos los partidos del torneo en cuestión.
| Buenos Aires                                            | Buenos Aires |
| ------------------------------------------------------- | ------------ |
| Estadio Monumental                                      |              |
| Capacidad: 70 624                                       |              |
|                                                         |              |
| Sedes en la Ciudad de Buenos Aires · Estadio Monumental |              |

### Árbitros
- Luis Ventre.
- Alberto Da Gama Malcher.
- Carlos Robles Robles.
- Isidro Ramírez.
- Alberto Tejada Burga.
- Washington Rodríguez.

## Equipos participantes
| Equipos participantes | Equipos participantes | Equipos participantes | Equipos participantes |
| --------------------- | --------------------- | --------------------- | --------------------- |
| Argentina             | Bolivia               | Brasil                | Chile                 |
| Paraguay              | Perú                  | Uruguay               |                       |

## El torneo
Argentina cambió íntegramente el equipo que conquistara el trofeo de 1957, la única excepción fue el puntero Oreste Osmar Corbatta. Pero los argentinos, aun con un equipo nuevo, volvieron a ser favoritos y como tales, ganaron el evento, aunque no fue sencillo, ya que Brasil venía precedido de haber logrado el título mundial el año anterior.

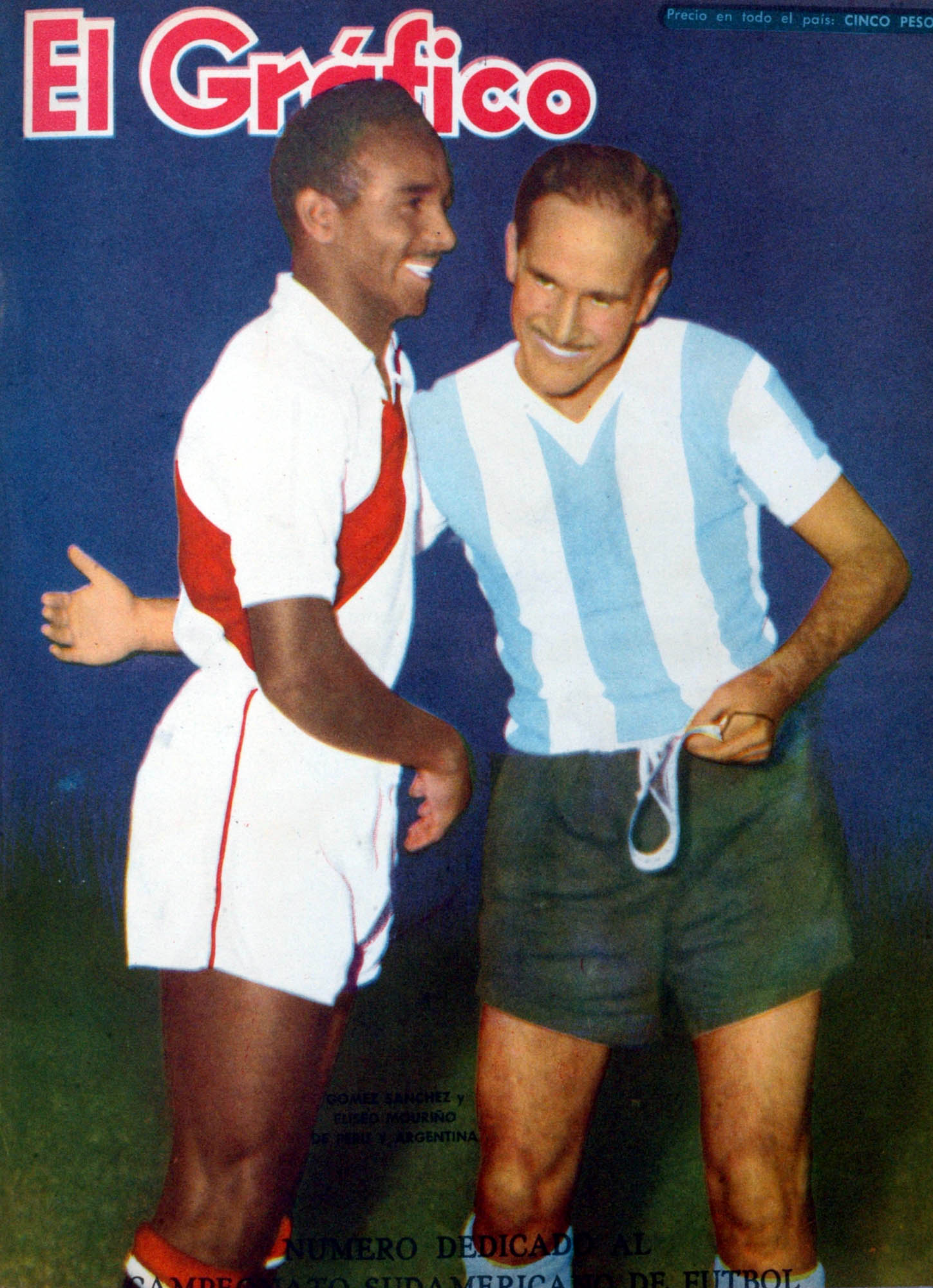
Óscar Gómez Sánchez y Eliseo Mouriño saludándose antes del partido.

El 10 de marzo de 1959, en el estadio del Club Atlético River Plate, comenzó el torneo entre Brasil y Perú. De parte de los brasileños debutaba en un Sudamericano el famoso Pelé, que venía de ser la revelación futbolística internacional en el Mundial de Suecia 1958.
En verdad, Brasil tenía un equipo de gran envergadura. Para tener en cuenta, aquella selección brasileña formaba con Castilho, Paulinho, Bellini, Nilton Santos y Orlando en la defensa. Didí y Zito en la volante. Dorval, Henrique, Pelé y Mário Zagallo eran los delanteros.
Por su parte Perú no se quedaba atrás y con una combinación de juveniles y veteranos conformó una de las selecciones más vistosas. Asca, Fleming y Fernández eran los defensores. De La Vega, Benítez y Grimaldo, los volantes. Gómez Sánchez, Loayza, Joya, Terry y Seminario, los delanteros.
El partido resultó excelente y terminó 2-2. Pelé y Didí anotaron para Brasil. Seminario en dos oportunidades para el Perú. El gol contra Perú fue el primero que hizo Pelé en un Sudamericano.
Por su parte Paraguay venció 2-1 a Chile mientras que los peruanos volvieron a dar espectáculo derrotando 5-3 a Uruguay con tres goles de Loayza, uno de Joya y uno de Gómez Sánchez.
Argentina debutó apabullando 6-1 a Chile. Esta selección no fue una de las mejores de su historia, pero al menos sirvió para limpiar su pálida imagen que había mostrado en el mundial de Suecia. 
Los chilenos también sucumbieron con Brasil pero 3-0 con dos goles de Pelé y uno de Didí. Uno de los favoritos, Uruguay, tuvo una actuación por debajo de sus antecedentes: si bien aplastó 7-0 a Bolivia y venció 3-1 a Paraguay, el resto fueron todas derrotas: cayó 3-1 ante Brasil, 4-1 contra Argentina (ante 80 000 personas), 1-0 frente a Chile y 5-3 con Perú.
La última fecha definiría el título entre argentinos y brasileños, ya que ambos lideraban las posiciones con 10 y 9 puntos respectivamente. Ante unos 85 mil espectadores (con la capacidad desbordada) —entre los que se encontraba el presidente de la Nación Argentina Arturo Frondizi— en el Estadio de River Plate, el 4 de abril se jugó uno de los encuentros más emocionantes de la historia de los sudamericanos, que finalizó 1-1 con gol de Pizzuti para Argentina y Pelé para Brasil.

## Resultados

### Posiciones
| Selección | Pts. | PJ | PG | PE | PP | GF | GC | Dif. |
| --------- | ---- | -- | -- | -- | -- | -- | -- | ---- |
| Argentina | 11   | 6  | 5  | 1  | 0  | 19 | 5  | +14  |
| Brasil    | 10   | 6  | 4  | 2  | 0  | 17 | 7  | +10  |
| Paraguay  | 6    | 6  | 3  | 0  | 3  | 12 | 12 | 0    |
| Perú      | 5    | 6  | 1  | 3  | 2  | 10 | 11 | –1   |
| Chile     | 5    | 6  | 2  | 1  | 3  | 9  | 14 | –5   |
| Uruguay   | 4    | 6  | 2  | 0  | 4  | 15 | 14 | +1   |
| Bolivia   | 1    | 6  | 0  | 1  | 5  | 4  | 23 | –19  |

### Partidos
| 7 de marzo de 1959 | Argentina                                                    | 6:1 (4:1) | Chile       | Estadio Monumental, Buenos Aires                                           |                                                                            |
|                    | Manfredini 5', 50' · Callá 7' · Pizzuti 17', 39' · Belén 75' |           | 25' Álvarez | Asistencia: 70 000 espectadores Árbitro(s): Washington Rodríguez (Uruguay) | Asistencia: 70 000 espectadores Árbitro(s): Washington Rodríguez (Uruguay) |

| 8 de marzo de 1959 | Uruguay                                                                               | 7:0 (3:0) | Bolivia | Estadio Monumental, Buenos Aires                                             |                                                                              |
|                    | Sasía 5' · Escalada 12' · Guaglianone 17' · Borges 60', 65' · Douksas 69' · Pérez 89' |           |         | Asistencia: 35 000 espectadores Árbitro(s): Alberto da Gama Malcher (Brasil) | Asistencia: 35 000 espectadores Árbitro(s): Alberto da Gama Malcher (Brasil) |

| 10 de marzo de 1959 | Brasil              | 2:2 (1:0) | Perú               | Estadio Monumental, Buenos Aires                                       |                                                                        |
|                     | Didí 24' · Pelé 48' |           | 59', 77' Seminario | Asistencia: 45 000 espectadores Árbitro(s): Juan Carlos Robles (Chile) | Asistencia: 45 000 espectadores Árbitro(s): Juan Carlos Robles (Chile) |

| 11 de marzo de 1959 | Paraguay       | 2:1 (2:1) | Chile              | Estadio Monumental, Buenos Aires                                    |                                                                     |
|                     | Aveiro 8', 14' |           | 34' (pen.) Sánchez | Asistencia: 45 000 espectadores Árbitro(s): Luis Ventre (Argentina) | Asistencia: 45 000 espectadores Árbitro(s): Luis Ventre (Argentina) |

| 11 de marzo de 1959 | Argentina               | 2:0 (1:0) | Bolivia | Estadio Monumental, Buenos Aires                                       |                                                                        |
|                     | Corbatta 2' · Callá 79' |           |         | Asistencia: 45 000 espectadores Árbitro(s): Juan Carlos Robles (Chile) | Asistencia: 45 000 espectadores Árbitro(s): Juan Carlos Robles (Chile) |

| 14 de marzo de 1959 | Perú                                | 5:3 (4:2) | Uruguay                              | Estadio Monumental, Buenos Aires                                       |                                                                        |
|                     | Loayza 4', 27', 42' · Joya 29', 79' |           | 2' Demarco · 31' Douksas · 81' Sasía | Asistencia: 40 000 espectadores Árbitro(s): Juan Carlos Robles (Chile) | Asistencia: 40 000 espectadores Árbitro(s): Juan Carlos Robles (Chile) |

| 15 de marzo de 1959 | Paraguay                                    | 5:0 (3:0) | Bolivia | Estadio Monumental, Buenos Aires                                             |                                                                              |
|                     | Ré 1', 21', 50' · Sanabria 11' · Aveiro 51' |           |         | Asistencia: 40 000 espectadores Árbitro(s): Alberto da Gama Malcher (Brasil) | Asistencia: 40 000 espectadores Árbitro(s): Alberto da Gama Malcher (Brasil) |

| 15 de marzo de 1959 | Brasil                   | 3:0 (2:0) | Chile | Estadio Monumental, Buenos Aires                                        |                                                                         |
|                     | Pelé 43', 45' · Didí 89' |           |       | Asistencia: 40 000 espectadores Árbitro(s): Alberto Tejada Burga (Perú) | Asistencia: 40 000 espectadores Árbitro(s): Alberto Tejada Burga (Perú) |

| 18 de marzo de 1959 | Uruguay                              | 3:1 (2:0) | Paraguay   | Estadio Monumental, Buenos Aires                                       |                                                                        |
|                     | Demarco 2' · Douksas 37' · Sasía 85' |           | 77' Aveiro | Asistencia: 70 000 espectadores Árbitro(s): Juan Carlos Robles (Chile) | Asistencia: 70 000 espectadores Árbitro(s): Juan Carlos Robles (Chile) |

| 18 de marzo de 1959 | Argentina                                           | 3:1 (2:0) | Perú       | Estadio Monumental, Buenos Aires                                             |                                                                              |
|                     | Corbatta 18' (pen.) · Sosa 42' · Benítez 78' (a.g.) |           | 51' Loayza | Asistencia: 70 000 espectadores Árbitro(s): Alberto da Gama Malcher (Brasil) | Asistencia: 70 000 espectadores Árbitro(s): Alberto da Gama Malcher (Brasil) |

| 21 de marzo de 1959 | Brasil                                        | 4:2 (3:2) | Bolivia                              | Estadio Monumental, Buenos Aires                                    |                                                                     |
|                     | Pelé 16' · Paulo Valentim 18', 26' · Didí 89' |           | 12' Ramon Santos · 22' Abdul Aramayo | Asistencia: 25 000 espectadores Árbitro(s): Luis Ventre (Argentina) | Asistencia: 25 000 espectadores Árbitro(s): Luis Ventre (Argentina) |

| 21 de marzo de 1959 | Chile     | 1:1 (0:1) | Perú       | Estadio Monumental, Buenos Aires                                           |                                                                            |
|                     | Tobar 77' |           | 12' Loayza | Asistencia: 50 000 espectadores Árbitro(s): Washington Rodríguez (Uruguay) | Asistencia: 50 000 espectadores Árbitro(s): Washington Rodríguez (Uruguay) |

| 22 de marzo de 1959 | Argentina                         | 3:1 (1:1) | Paraguay   | Estadio Monumental, Buenos Aires                                       |                                                                        |
|                     | Corbatta 15' · Sosa 63' · Cap 69' |           | 36' Parodi | Asistencia: 50 000 espectadores Árbitro(s): Juan Carlos Robles (Chile) | Asistencia: 50 000 espectadores Árbitro(s): Juan Carlos Robles (Chile) |

| 26 de marzo de 1959 | Chile                                            | 5:2 (3:1) | Bolivia          | Estadio Monumental, Buenos Aires                                    |                                                                     |
|                     | M. Soto 7', 42' · J. Soto 17', 51' · Sánchez 89' |           | 25', 76' Alcócer | Asistencia: 70 000 espectadores Árbitro(s): Luis Ventre (Argentina) | Asistencia: 70 000 espectadores Árbitro(s): Luis Ventre (Argentina) |

| 26 de marzo de 1959 | Brasil                       | 3:1 (0:1) | Uruguay      | Estadio Monumental, Buenos Aires                                       |                                                                        |
|                     | Paulo Valentim 62', 80', 89' |           | 36' Escalada | Asistencia: 70 000 espectadores Árbitro(s): Juan Carlos Robles (Chile) | Asistencia: 70 000 espectadores Árbitro(s): Juan Carlos Robles (Chile) |

| 29 de marzo de 1959 | Perú | 0:0 | Bolivia | Estadio Monumental, Buenos Aires                                           |  |
|                     |      |     |         | Asistencia: 40 000 espectadores Árbitro(s): Washington Rodríguez (Uruguay) |  |

| 29 de marzo de 1959 | Brasil                              | 4:1 (2:1) | Paraguay  | Estadio Monumental, Buenos Aires                                       |                                                                        |
|                     | Pelé 25', 60', 63' · Chinesinho 35' |           | 4' Parodi | Asistencia: 40 000 espectadores Árbitro(s): Juan Carlos Robles (Chile) | Asistencia: 40 000 espectadores Árbitro(s): Juan Carlos Robles (Chile) |

| 30 de marzo de 1959 | Argentina                      | 4:1 (1:0) | Uruguay     | Estadio Monumental, Buenos Aires                                      |                                                                       |
|                     | Belén 15', 60' · Sosa 55', 80' |           | 85' Demarco | Asistencia: 80 000 espectadores Árbitro(s): Isidro Ramírez (Paraguay) | Asistencia: 80 000 espectadores Árbitro(s): Isidro Ramírez (Paraguay) |

| 2 de abril de 1959 | Paraguay        | 2:1 (1:0) | Perú              | Estadio Monumental, Buenos Aires                                           |                                                                            |
|                    | Aveiro 32', 68' |           | 51' Gómez Sánchez | Asistencia: 5000 espectadores Árbitro(s): Alberto da Gama Malcher (Brasil) | Asistencia: 5000 espectadores Árbitro(s): Alberto da Gama Malcher (Brasil) |

| 2 de abril de 1959 | Chile      | 1:0 (0:0) | Uruguay | Estadio Monumental, Buenos Aires                                      |                                                                       |
|                    | Moreno 88' |           |         | Asistencia: 5000 espectadores Árbitro(s): Alberto Tejada Burga (Perú) | Asistencia: 5000 espectadores Árbitro(s): Alberto Tejada Burga (Perú) |

| 4 de abril de 1959 | Argentina   | 1:1 (1:0) | Brasil   | Estadio Monumental, Buenos Aires                                       |                                                                        |
|                    | Pizzuti 40' |           | 58' Pelé | Asistencia: 85 000 espectadores Árbitro(s): Juan Carlos Robles (Chile) | Asistencia: 85 000 espectadores Árbitro(s): Juan Carlos Robles (Chile) |

|                                            |
| Bandera de Argentina                       |
| Campeón Argentina 12.º título (9.º trofeo) |

### Goleadores
8 goles
- Pelé

6 goles
- José Aveiro

5 goles
- Paulo Valentim
- Miguel Loayza

4 goles
- Rubén Héctor Sosa

3 goles
- Juan José Pizzuti
- Oreste Corbatta
- Raúl Oscar Belén
- Didí
- Cayetano Ré
- Héctor Demarco
- José Sasía
- Vladas Douksas

2 goles
- Pedro Eugenio Callá

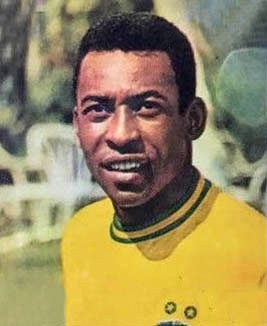
Pelé fue el goleador del torneo.

- Pedro Waldemar Manfredini
- Máximo Alcócer
- Juan Soto Mura
- Leonel Sánchez
- Mario Soto
- Silvio Parodi
- Juan Joya
- Juan Seminario
- Carlos Borges
- Guillermo Escalada

1 gol
- Vladislao Cap
- Ausberto García
- Ricardo Alcón
- Chinesinho
- Luis Hernán Álvarez
- Mario Moreno
- Armando Tobar
- Ildefonso Sanabria
- Óscar Gómez Sánchez
- Domingo Pérez
- Víctor Guaglianone

Autogol
- Víctor Benítez (ante Argentina)

### Mejor jugador del torneo
- Pelé.[2]